# Évariste Carrance

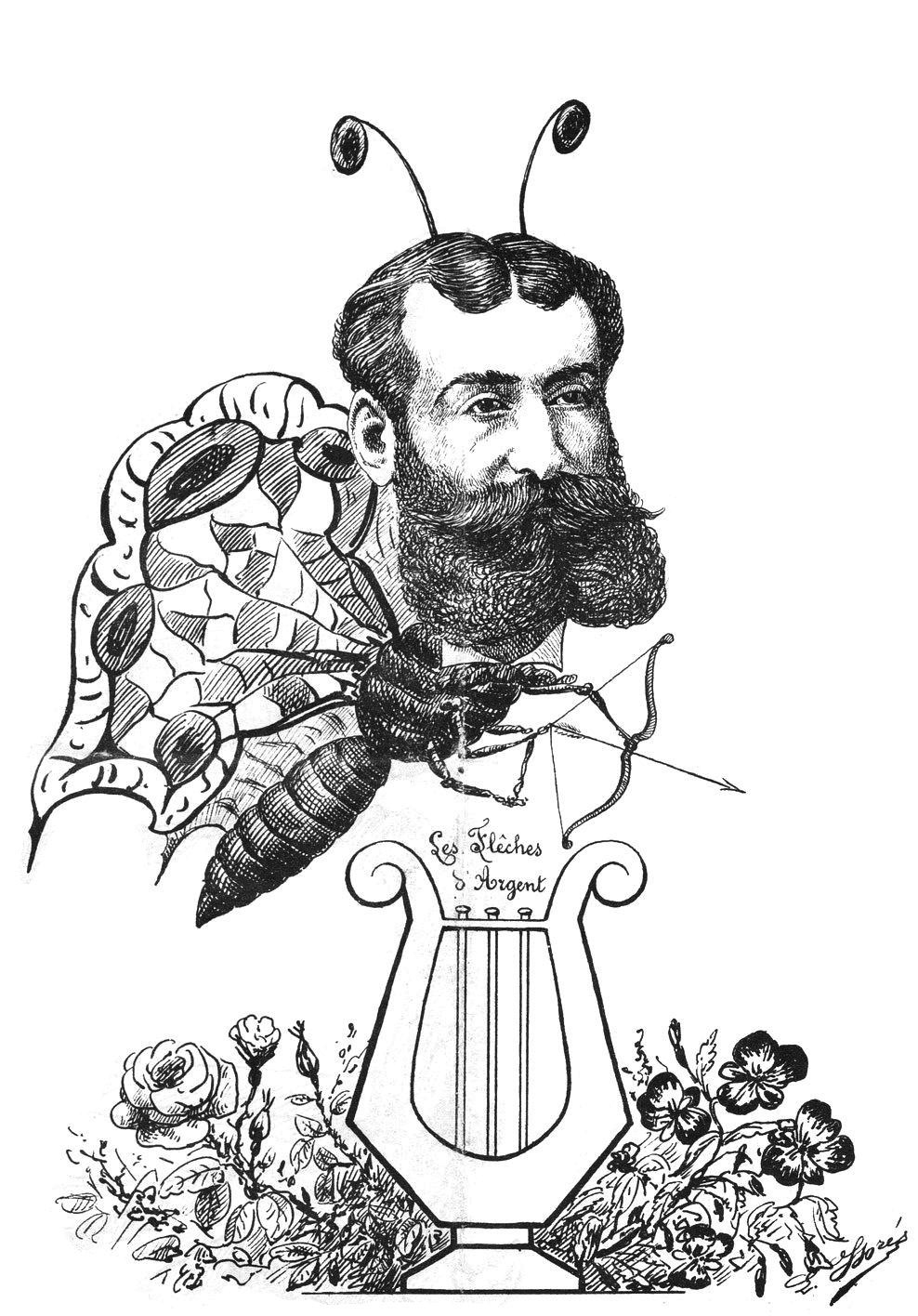
Caricature de Carrance par Louis Isoré (La Halle aux charges, 22 juin 1884)

Évariste Carrance est un littérateur français né à Bordeaux le 3 octobre 1842 et mort le 31 octobre 1916, probablement à Agen ou à Colayrac, connu entre autres pour avoir été l'un des découvreurs de Lautréamont, dont il publie en 1869 le premier des Chants de Maldoror.

## Biographie
Né à Bordeaux dans une famille juive d'origine portugaise, il se consacra à la littérature et à l'édition après avoir obtenu un doctorat en droit. Cependant, il est également réputé pour avoir fondé à Agen, d'après l'historiographie locale, le Buffet de la Gare. Évariste Carrance est d'abord un polygraphe, auteur d'une œuvre abondante, et promoteur de la littérature : il fonde et anime pendant 23 ans les Concours poétiques de Bordeaux, dont les contributions sont publiées à compte d'auteur sous le titre Littérature contemporaine.
C'est dans le deuxième tome (janvier 1869) que fut imprimé le Chant premier des Chants de Maldoror, qu'Isidore Ducasse avait envoyé anonymement, sans doute après avoir lu l'annonce du concours dans la Revue populaire en septembre 1868 (il a reçu le second prix du concours). Il s'agit d'une version remaniée par rapport à l'édition à compte d'auteurs imprimée chez Balitout à l'automne 1868.
À titre personnel, Évariste Carrance a laissé une centaine d'œuvres, parmi lesquelles des comédies (Vingt minutes d'arrêt... Buffet!), des poèmes (La Prostituée), des romans (Les mystères d'Agen, Les mystères de Royan), ainsi que des chansons maçonniques.

## Œuvres
- Le divorce ; La prostituée : monologues en vers précédés d'une lettre de M. Alfred Naquet, Agen, librairie du Comité poétique et de la Revue française, 1884 (Texte en ligne)
- Théâtre complet de Évariste Carrance. Le Choix d'un mari. Maison à louer. Vingt Minutes d'arrêt... buffet. Le Camélia. L'Émeraude, Librairie du Comité des concours poétiques du midi de la France, 1890. (texte en ligne)
- Littérature contemporaine, 45 tomes dont les titres des douze premiers sont : 1. Voix poétiques, 2. Parfums de l'âme, 3. Aigles et colombes, 4. Fleurs et fruits, 5. Ombres et rayons, 6. Rubis et saphirs, 7. La France nouvelle, 8. La Patrie, 9. La Justice, 10. La Revanche, 11. L'Avenir, 12. Le Devoir.